# Nasrollah Abdollahi
Nasrollah Abdollahi (pers. ‏نصرالله عبداللهی‎; ur. 2 września 1951 w Ahwazie) – irański piłkarz występujący podczas kariery na pozycji obrońcy.

## Kariera klubowa
Nasrollah Abdollahi karierę rozpoczynał w 1965 roku w drużynie Guard. W 1970 roku przeszedł do zespołu Taj. Z Taj zdobył mistrzostwo Teheranu w 1971. W 1974 przeszedł do Rah Ahan F.C. W 1976 został zawodnikiem Shahin F.C., w którym występował do końca swojej kariery, którą zakończył w 1985. Z Persepolis zdobył Puchar Tehran Hazfi w 1982 oraz wygrał Ligę Teherańską w 1983.

## Kariera reprezentacyjna
W reprezentacji Iranu Abdollahi zadebiutował w 1976 roku. W tym samym roku wraz z zespołem wygrał Puchar Azji.
W tym samym roku znalazł się w drużynie na Letnie Igrzyska Olimpijskie, które piłkarze Iranu zakończyli na ćwierćfinale. Na turnieju w Kanadzie wystąpił w dwóch meczach z Kubą i Polską.
W 1978 roku został powołany do kadry na Mistrzostwa Świata. Iran zakończył turniej na fazie grupowej a Abdollahi na turnieju w Argentynie wystąpił we wszystkich trzech meczach z Holandią, Szkocją i Peru.
W 1980 roku wraz z zespołem zajął trzecie miejsce w Pucharze Azji.
W latach 1976–1980 w drużynie narodowej Abdollahi rozegrał łącznie 39 spotkań.